# Монтес, Луис
Луис Артуро Монтес Хименес (исп. Luis Arturo Montes Jiménez; род. 15 мая 1986, Сьюдад-Хуарес, Мексика) — мексиканский футболист, бывший полузащитник известный по выступлениям за клубы «Леон», «Пачука» и сборную Мексики.

## Клубная карьера
Монтес воспитанник футбольной академии клуба «Пачука». В 2005 году он дебютировал на профессиональном уровне в команде из своего родного города «Индиос». В следующем сезоне Луис вернулся в «Пачуку». 21 марта 2007 года в матче против «Сан-Луиса» он дебютировал в Лиге MX. 31 марта в поединке против «Веракрус» Монтес забил первый гол за «Пачуку». В том же году он стал чемпионом Мексики, а также выиграл Североамериканскую лигу и Кубок чемпионов КОНКАКАФ. В следующем года Луис вновь стал обладателем Кубка КОНКАКАФ, а также принял участие в Клубном чемпионате мира и Кубке Либертадорес. В 2010 году он выиграл Лигу чемпионов КОНКАКАФ в третий раз.
Летом 2011 года Монтес на правах аренды перешёл в команду Лиги Ассенсо «Леон». 30 июля в матче против «Коррекаминос» он дебютировал за новый клуб. 6 ноября в поединке против «Дорадос» Луис забил свой первый гол за «Леон». По окончании сезона Монтес помог клубу выйти в Лигу MX, и подписал контракт со «львами» на постоянной основе. В 2013 и 2014 годах Луис помог команду дважды выиграть чемпионат Мексики.

## Международная карьера
18 апреля 2013 года в товарищеском матче против сборной Перу Монтес дебютировал за сборную Мексики, выйдя на замену во втором тайме вместо Пабло Баррера. В 2013 году Луис принял участие в Золотом кубке КОНКАКАФ. На турнире он сыграл в матчах против Канады, Тринидада и Тобаго, а во встречах против Панамы и Мартиники Монтес забил дебютные голы за национальную команду.
Был включён в заявку сборной Мексики на ЧМ-2014, однако 31 мая 2014 года в матче против сборной Эквадора получил тяжёлую травму — двойной перелом ноги.
Летом 2015 года Монтес попал в заявку на участие Кубке Америки в Чили. На турнире он сыграл в матчах против сборных Боливии.

### Голы Монтеса за сборную Мексики
| #  | Дата          | Место                                         | Противник | Счёт | Результат | Соревнование                |
| -- | ------------- | --------------------------------------------- | --------- | ---- | --------- | --------------------------- |
| 1. | 14 июля 2013  | Спортс Ауторити Филд эт Майл Хай, Денвер, США | Мартиника | 2:0  | 3:1       | Золотой кубок КОНКАКАФ 2013 |
| 2. | 24 июля 2013  | Эй-ти-энд-ти-стэдиум, Арлингтон, США          | Панама    | 1:1  | 1:2       | Золотой кубок КОНКАКАФ 2013 |
| 3. | 31 мая 2014   | AT&T-стэдиум, Арлингтон, США                  | Эквадор   | 1:0  | 3:1       | Товарищеский матч           |
| 4. | 26 марта 2019 | Ливайс, Санта-Клара, США                      | Парагвай  | 4:2  | 4:2       | Золотой кубок КОНКАКАФ 2013 |
| 5. | 9 июня 2019   | AT&T-стэдиум, Арлингтон, США                  | Эквадор   | 2:1  | 3:2       | Товарищеский матч           |

## Достижения
Командные
 «Пачука»
- Победитель мексиканской Примеры — Клаусура 2007
- Победитель Североамериканская суперлига — 2007
- Обладатель Кубка чемпионов КОНАКАФ (3) — 2007, 2008, 2009/2010

 «Леон»
- Победитель мексиканской Примеры (2) — Апертура 2013, Клаусура 2014